# Route 397 (Québec)
Pour les articles homonymes, voir Route 397.
La route 397 (R-397) est une route régionale québécoise d'orientation nord / sud située sur la rive nord du fleuve Saint-Laurent. Elle dessert la région administrative de l'Abitibi-Témiscamingue.

## Tracé
L'extrémité sud de la route 397 se trouve à Val-d'Or sur la route 117. Son extrémité nord, quant à elle, est située à proximité de Lebel-sur-Quévillon, sur la route 113, aux limites du territoire de Senneterre, bien loin du secteur urbanisé de cette ville. Les 53 derniers kilomètres de la route sont en gravier.

## Localités traversées (du sud au nord)

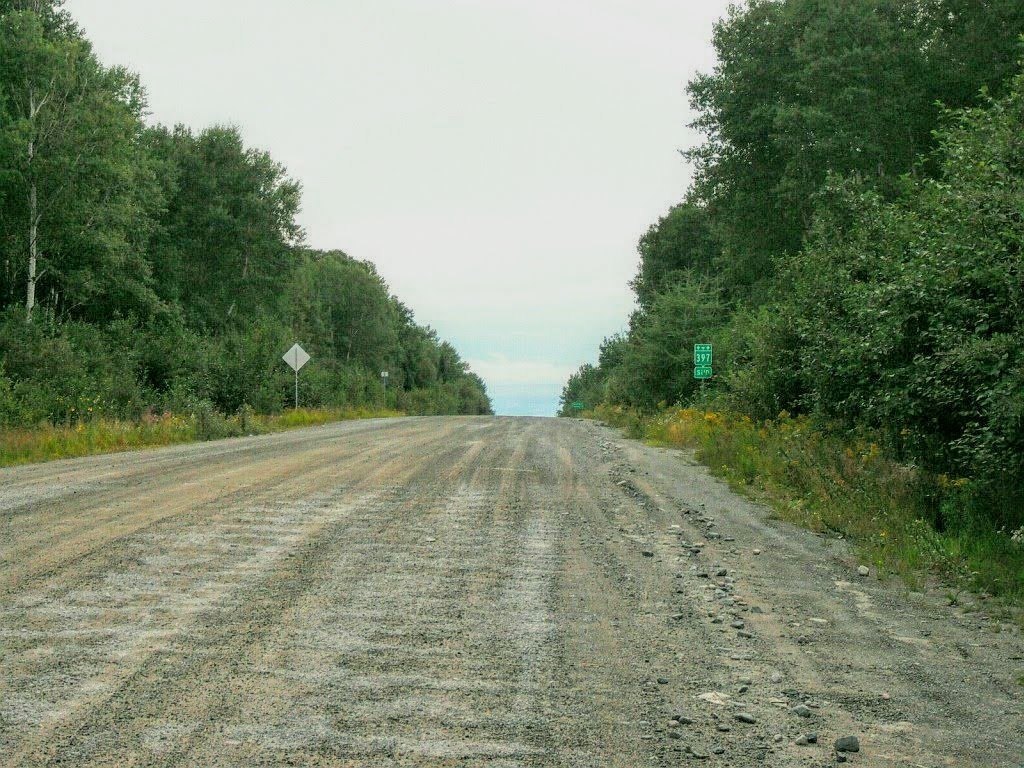
Vue de la route 397 direction sud, près de sa jonction avec la route 113, au sud de Lebel-sur-Quévillon.

Liste des municipalités dont le territoire est traversé par la route 397, regroupées par municipalité régionale de comté.

### Abitibi-Témiscamingue
La Vallée-de-l'Or
- Val-d'Or

Abitibi
- Barraute
- La Morandière-Rochebaucourt (La Morandière)
- La Morandière-Rochebaucourt (Rochebaucourt)
- Lac-Despinassy (TNO)

La Vallée-de-l'Or
- Senneterre

## Intersections majeures
| MRC                     | Municipalité                | km     | Destinations                            | Notes                                                                                    |
| ----------------------- | --------------------------- | ------ | --------------------------------------- | ---------------------------------------------------------------------------------------- |
| La Vallée-de-l'Or       | Val-d'Or                    | 0,00   | R-117 – Mont-Laurier, Rouyn-Noranda     | Carrefour giratoire                                                                      |
| Abitibi                 | Barraute                    | 42,50  | R-386 est – Senneterre                  | Terminus sud du multiplex avec la R-386                                                  |
| Abitibi                 | Barraute                    | 57,80  | R-386 ouest – Landrienne, Amos          | Terminus nord du multiplex avec la R-386; Landrienne indiqué en direction nord seulement |
| Abitibi                 | La Morandière-Rochebaucourt | 85,40  | R-395 sud – Lac-Castagnier              | Terminus nord de la R-395                                                                |
| La Vallée-de-l'Or       | Senneterre                  | 138,00 | R-113 – Senneterre, Lebel-sur-Quévillon |                                                                                          |
| - Terminus de multiplex |                             |        |                                         |                                                                                          |